# REPL
REPL (от англ. read-eval-print loop — «цикл „чтение — вычисление — вывод“») — форма организации простой интерактивной среды программирования в рамках средств интерфейса командной строки. Чаще всего этой аббревиатурой характеризуется интерактивная среда языка программирования Лисп, однако такая форма характерна и для интерактивных сред языков Erlang, Groovy, Haskell, Java, JavaScript, Perl, PHP, Python, Ruby, Scala, Smalltalk, Swift, Tcl и других.
В такой среде пользователь может вводить выражения, которые среда тут же будет вычислять, а результат вычисления отображать пользователю. Названия элементов цикла связаны с соответствующими примитивами Лиспа:
- функция read читает одно выражение и преобразует его в соответствующую структуру данных в памяти;
- функция eval принимает одну такую структуру данных и вычисляет соответствующее ей выражение;
- функция print принимает результат вычисления выражения и печатает его пользователю.

Чтобы реализовать REPL-среду для некоторого языка, достаточно реализовать три функции: чтения, вычисления и вывода, и объединить их в бесконечный цикл. REPL-среда очень удобна при изучении нового языка, так как предоставляет пользователю быструю обратную связь.